# Lutrošnjak (Strošnjak)
Koordinati:   44°21′50″N, 14°34′30″E
Lutrošnjak je majhen nenaseljen otoček v Jadranskem morju, ki pripada Hrvaški.
Lutrošnjak, ki se v nekaterih zemljevidih imenuje tudi Strošnjak, leži okoli 1,5 km severozahodno od rta Medvijak na otoku Premuda. Njegova površina meri 0,164 km². Dolžina obalnega pasu je 1,47 km. Najvišji vrh je visok 19 mnm.